# مورد (وسیله آزمایشگاهی)
مورد یا همان خنک‌کننده لوله یا استوانه‌ای است مشتمل بر دو لایه که از یکی آب و از دیگری گازهای گرم عبور می‌کند. این دستگاه در میعان گازها به مایعات به کار می‌رود.
طرز عمل :
یک سر جدار داخلی به عنوان ورودی بخارات و سر دیگر آن به عنوان خروجی به کار می‌رود. آب سرد نیز از یک طرف جدار خارجی وارد و از سمت دیگر آن آب گرم خارج می‌شود. سرمای آب باعث تبدیل شدن بخار به مایع می‌شود که از سمت دیگر مورد خارج می‌گردد. مورد به عنوان مثال در عمل جداسازی آب از الکل به کار می‌رود.